# Golgota

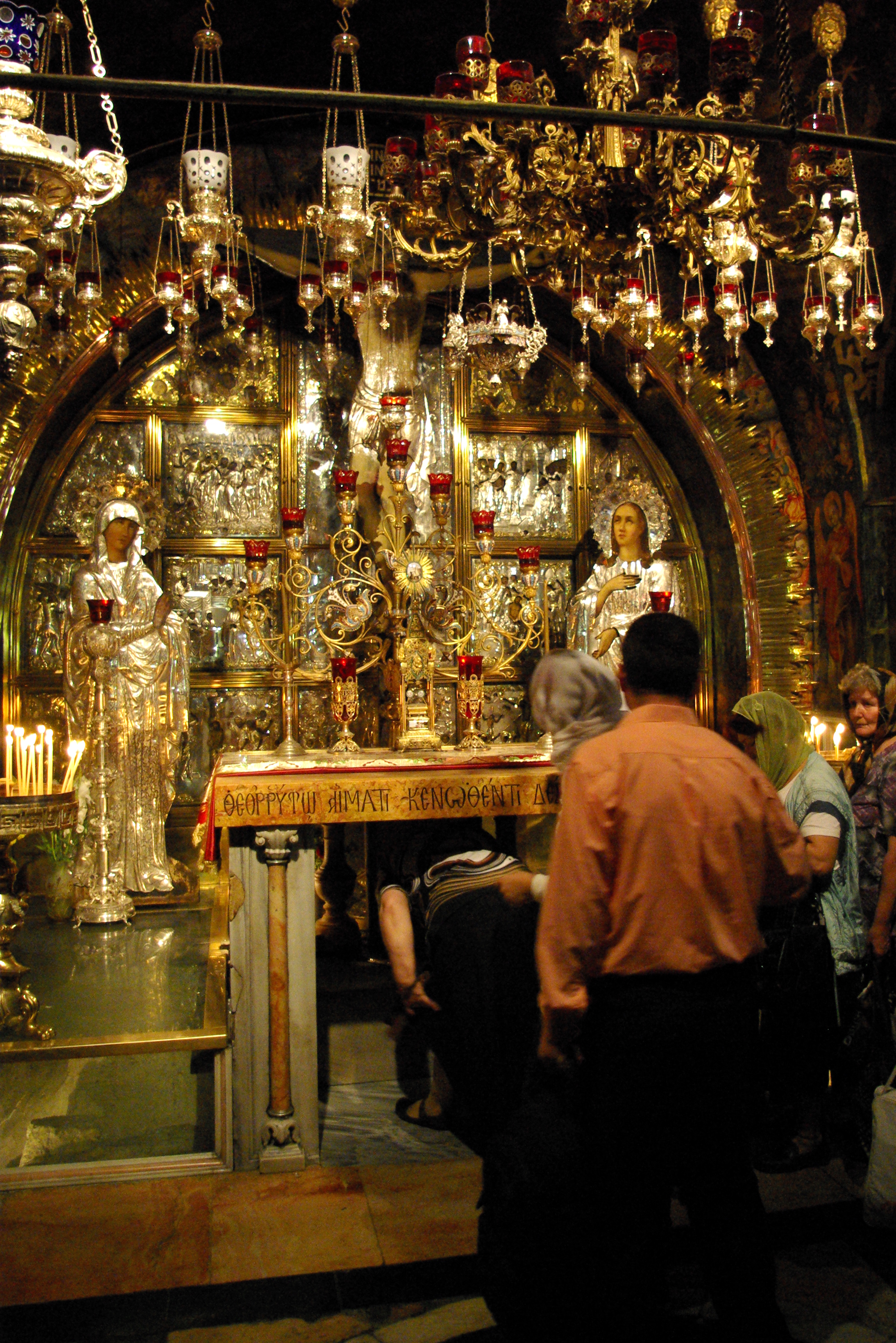
Golgota w jerozolimskiej bazylice Grobu Świętego

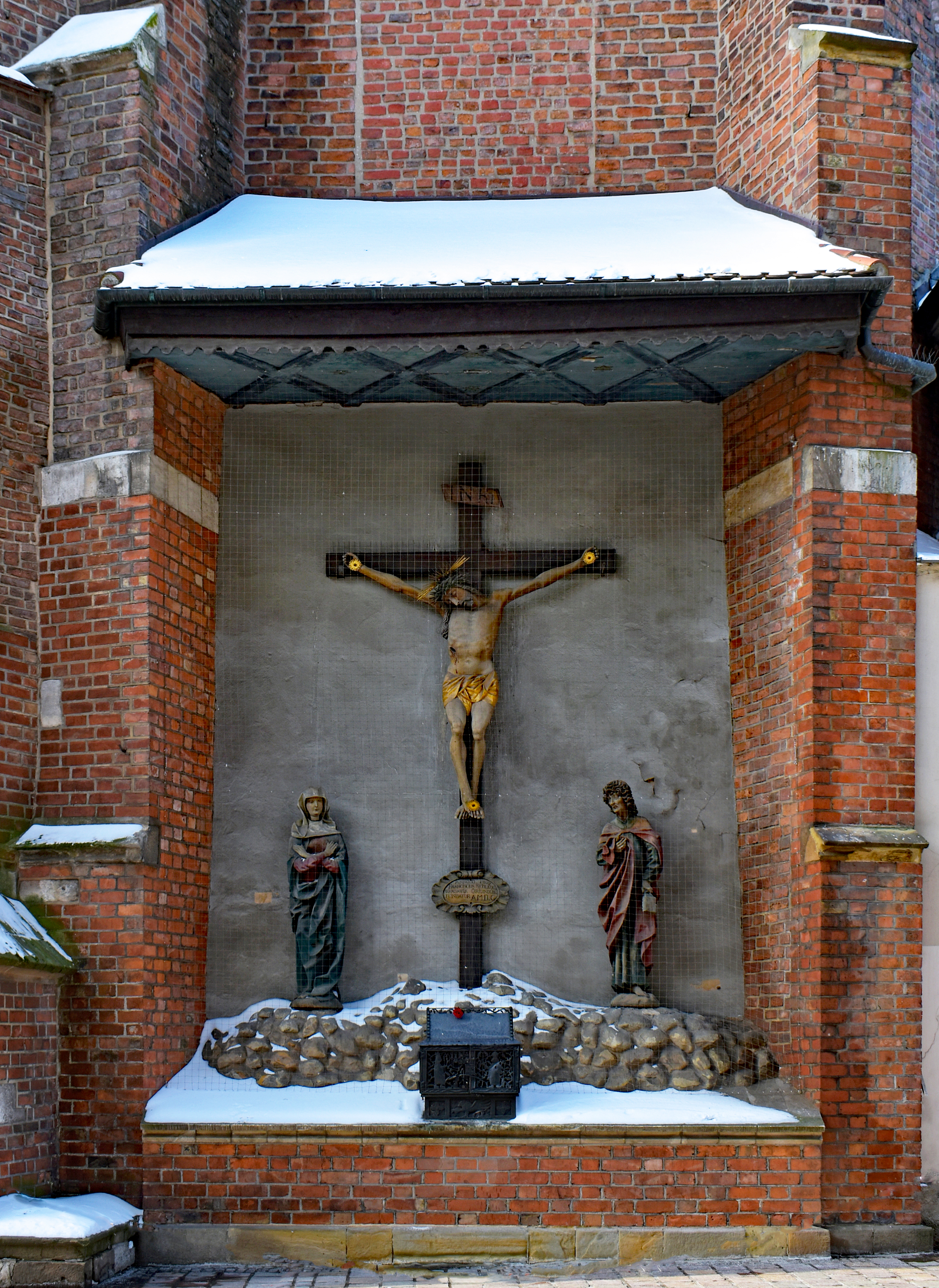
Golgota przy kościele św. Marka w Krakowie

Golgota (gr. Γολγοθᾶ od aram. ‏ܓܓܘܠܬܐ‎ Gulgalta, w tłum. łac. Calvaria, co znaczy „czaszka” – wzgórze znajdujące się nieopodal Jerozolimy, gdzie dokonywano egzekucji skazańców.

## Ukrzyżowanie Jezusa Chrystusa
Według ewangelistów (Mt 27,33; Mk 15,22; J 19,17; w Łk 23,33 wyłącznie pod nazwą „Czaszka”) na Golgocie dokonała się Męka Pańska – ukrzyżowanie Jezusa Chrystusa wraz z dwoma złoczyńcami. W przypadku Jezusa, egzekucję poprzedzała droga krzyżowa.
Golgota to także metafora całej męki Chrystusa, od modlitwy w ogrodzie Oliwnym aż do śmierci na krzyżu.

## Położenie Golgoty
Zgodnie z żydowską tradycją czaszka Adama (hebr. גולגולת – Gulgolet) została pochowana na jednym ze wzgórz w pobliżu Jerozolimy. Ewangeliści wprawdzie nie wspomnieli o tej tradycji, ale znali ją pisarze starochrześcijańscy, m.in. Orygenes.
Ponieważ tradycja o tym, które wzgórze jerozolimskie było Golgotą, zaginęła, o miejscu, które miało stać się obiektem kultu i na którym został zbudowany kościół (bazylika Grobu Świętego) zadecydowała matka cesarza Konstantyna Wielkiego, święta Helena w roku 326 . Na wzgórzu tym według legendy święta Helena odnalazła szczątki Krzyża Świętego o cudownych właściwościach. Obecnie bazylika jest zarządzana i użytkowana przez kilka wyznań chrześcijańskich.
Współcześnie toczą się spory pomiędzy historykami o to, gdzie w rzeczywistości znajdowała się Golgota: czy na terenie obecnej bazyliki Grobu Świętego, czy na którymś ze wzgórz pod Jerozolimą.